# Krzywie (Zgierz)
Krzywie – dawniej samodzielna wieś, od 1954 część miasta Zgierza w województwie łódzkim, w powiecie zgierskim. Leży nad Bzurą, na wschodzie Zgierza, w rejonie ulicy Długiej. 
Wchodzi w skład osiedla Krzywie-Chełmy, stanowiącego jednostkę pomocniczą gminy Zgierz.

## Historia
Dawniej samodzielna miejscowość. Od 1867 w gminie Łagiewniki; pod koniec XIX wieku liczyło 285 mieszkańców. W okresie międzywojennym należało do powiatu łódzkiego w woj. łódzkim. W 1921 roku wieś Krzywie liczyła 225 mieszkańców a folwark Krzywie – 29. 1 września 1933 utworzono gromadę Krzywie w granicach gminy Łagiewniki, składającą się ze wsi i folwarku Krzywie oraz osady Krogulec. Podczas II wojny światowej włączono do III Rzeszy.
Po wojnie Krzywie powróciło do powiatu łódzkiego woj. łódzkim. 13 lutego 1946 zniesiono gminę Łagiewniki, a Krzywie włączono do gminy Lućmierz, gdzie odtąd stanowiło jedną z jej 19 gromad. W związku z reorganizacją administracji wiejskiej jesienią 1954, Krzywie włączono do Zgierza.